# Lov, pris och ära vare dig
Lov, pris och ära vare dig är en morgonpsalm och aftonpsalm skriven av Martin Brunnerus. Den femte versen i 1695 års psalmbok är tillagd och skriven av Jesper Swedberg.
|  |
|  |

## Publicerad i
- Den svenska psalmboken 1694 som nummer 406 under rubriken "Morgon och Afton Psalmer".
- 1695 års psalmbok som nummer 346 under rubriken "Morgon- eller Afton-psalm".[1]
- Den svenska psalmboken 1819 som nummer 416 under rubriken "Med avseende på särskilda personer, tider och omständigheter: Morgon och afton: Morgonpsalmer".